# هتل کازینو رویال
هتل کازینو رویال (انگلیسی: Casino Royale Hotel & Casino) (با نام سابق ناب هیل کازینو و کازینو رویال) یک هتل و قمارخانه در لاس وگاس استریپ، پارادایس، نوادا در کشور ایالات متحده آمریکا است.
این هتل که در سال ۱۹۷۸ تأسیس شده دارای ۱۵۲ اتاق و ۱٬۶۳۰ مترمربع فضای کازینو است.

## نگارخانه

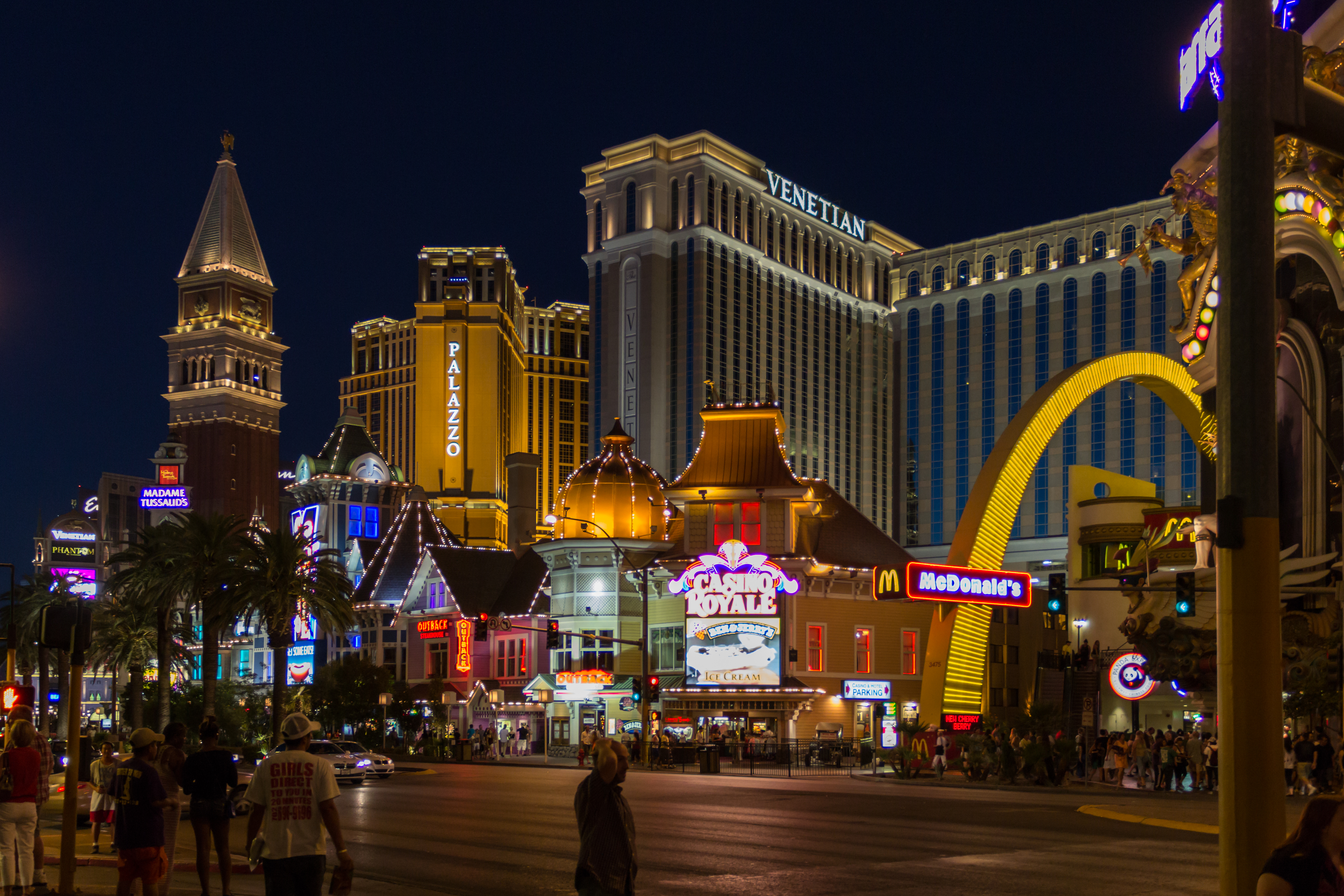
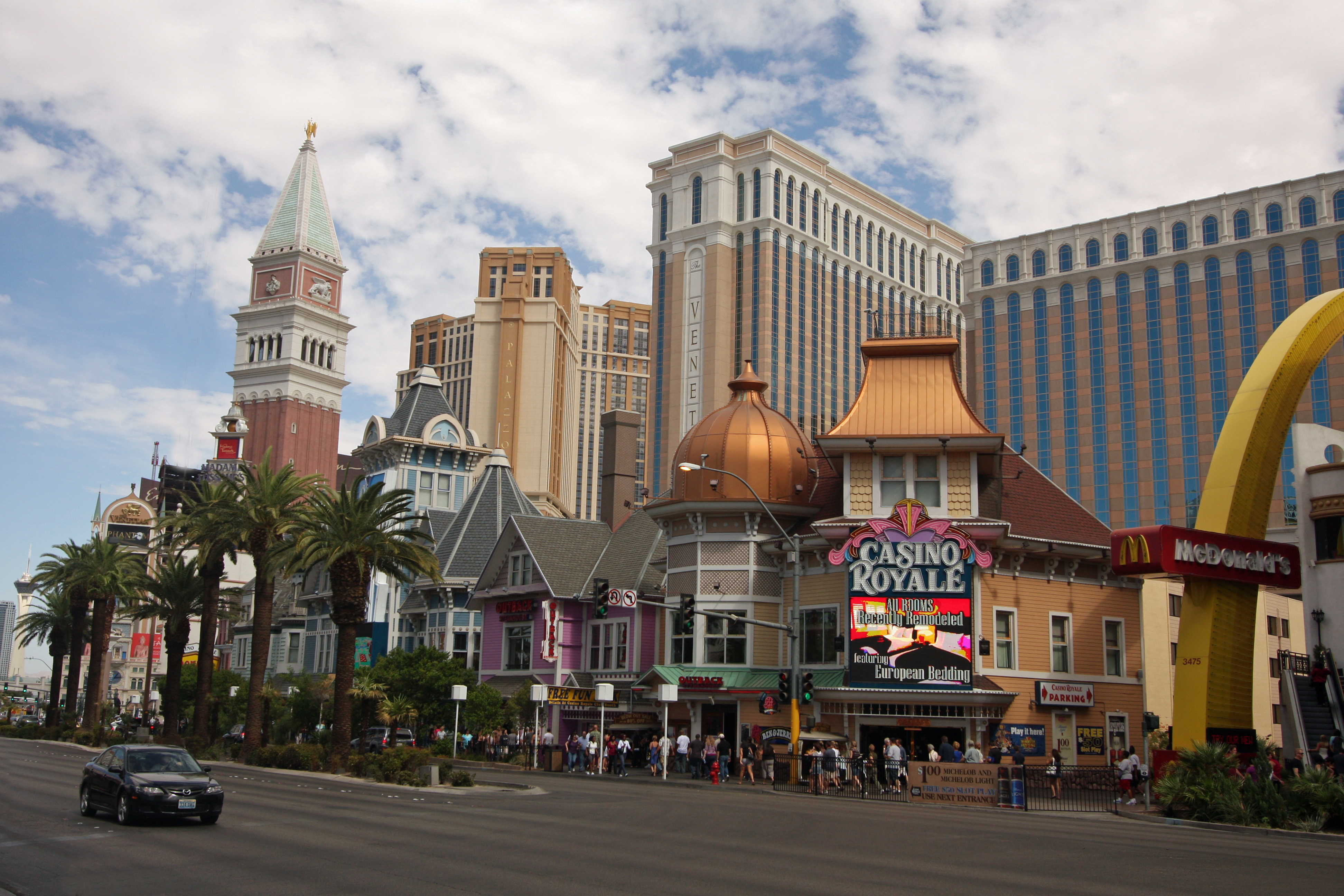